# Sokolovac (Dežanovac)
Sokolovac is een plaats in de gemeente Dežanovac in de Kroatische provincie Bjelovar-Bilogora. De plaats telt 255 inwoners (2001).